# Адріан Грбич
Адріан Грбич (нім. Adrian Grbić, нар. 4 серпня 1996, Відень) — австрійський футболіст, нападник французького клубу «Лор'ян».
Виступав, зокрема, за клуб «Альтах», а також національну збірну Австрії.

## Клубна кар'єра
Народився 4 серпня 1996 року в місті Відень. Вихованець юнацьких команд футбольних клубів «Іенер Віторія», «Рапід» (Відень) та «Штутгарт».
У дорослому футболі дебютував 2015 року виступами за команду «Штутгарт» II, в якій провів один сезон, взявши участь у 15 матчах чемпіонату. 
Протягом 2016—2017 років захищав кольори клубу «Флорідсдорфер». Протягом сезону проведеного у складі клубу відіграв 29 матчів у всіх турнірах.
Своєю грою за останню команду привернув увагу представників тренерського штабу клубу «Альтах», до складу якого приєднався 2017 року. Відіграв за команду з Альтаха наступні два сезони своєї ігрової кар'єри. Більшість часу, проведеного у складі «Альтаха», був основним гравцем атакувальної ланки команди.
Протягом 2019—2020 років захищав кольори клубу «Клермон».
До складу клубу «Лор'ян» приєднався 8 липня 2020 року, підписавши з клубом 5-річний контракт. Сума трансферу склала приблизно 9 млн євро. Станом на 31 березня 2021 року відіграв за команду з Лор'яна 27 матчів в національному чемпіонаті.

## Виступи за збірні
Має хорватське походження, проте у 2020 вирішив виступати у складі національної збірної Австрії.
2011 року дебютував у складі юнацької збірної Австрії (U-16), загалом на юнацькому рівні взяв участь у 40 іграх, відзначившись 12 забитими голами.
Протягом 2017–2019 років залучався до складу молодіжної збірної Австрії. На молодіжному рівні зіграв у 19 офіційних матчах, забив 5 голів.
4 вересня 2020 року дебютував у складі національної збірної Австрії у гостьовому матчі проти збірної Норвегії (1:2).
| Дата       | Місто                  | Господарі         | Результат | Гості             | Турнір                               | Голи | Примітки  |
| ---------- | ---------------------- | ----------------- | --------- | ----------------- | ------------------------------------ | ---- | --------- |
| 4-9-2020   | Осло                   | Норвегія          | 1 – 2     | Австрія           | Ліга націй УЄФА 2020-2021 - 1-й етап | -    | 79'       |
| 7-9-2020   | Відень                 | Австрія           | 2 – 3     | Румунія           | Ліга націй УЄФА 2020-2021 - 1-й етап | -    | 73'       |
| 7-10-2020  | Клагенфурт-ам-Вертерзе | Австрія           | 2 – 1     | Греція            | товариський матч                     | -    |           |
| 11-10-2020 | Белфаст                | Північна Ірландія | 0 – 1     | Австрія           | Ліга націй УЄФА 2020-2021 - 1-й етап | -    | 82' 90+2' |
| 11-11-2020 | Люксембург             | Люксембург        | 0 – 3     | Австрія           | товариський матч                     | 1    | 46'       |
| 15-11-2020 | Відень                 | Австрія           | 2 – 1     | Північна Ірландія | Ліга націй УЄФА 2020-2021 - 1-й етап | 1    | 78'       |
| 18-11-2020 | Відень                 | Австрія           | 1 – 1     | Норвегія          | Ліга націй УЄФА 2020-2021 - 1-й етап | 1    | 65'       |
| 25-3-2021  | Глазго                 | Шотландія         | 2 – 2     | Австрія           | Відбір до ЧС 2022                    | -    | 68'       |
| 31-3-2021  | Відень                 | Австрія           | 0 – 4     | Данія             | Відбір до ЧС 2022                    | -    | 82'       |
| Усього     |                        | Матчів            | 9         |                   | Голів                                | 3    |           |